# Empiriokritizismus
Empiriokritizismus oder auch Machismus ist eine Philosophie der „kritischen Erfahrung“. Der Empiriokritizismus ist ein erkenntnistheoretischer Ansatz, der Schlüsse über den Erfahrungshorizont hinaus in die Realität als metaphysisch (hier verstanden als „übersinnlich“) ablehnt.
Erfahrungen (Sinneswahrnehmungen, Messwerte, Erlebnisse, Anschauungen, Befunde) gelten darin als die alleinigen Gegenstände, von denen ausgehend sich Wissenschaft befassen soll. Basierend auf Überlegungen über die Natur der Empfindungen, die nicht als Information, sondern physisch und psychisch konstituiert gedacht wurde, resultierte ein Konzept der „Einheit von Ich und Welt“ (Sein und Bewusstsein), weshalb die Untersuchung von Erfahrungstatsachen und ihrer Beziehungen zu einem „natürlichen Weltbild“ als Resultat der Erkenntnis führen sollte.
Diese den Empirismus radikalisierende Denkweise wird auch als „subjektivistischer Positivismus“ bezeichnet.
Als Begründer dieser Richtung gilt Richard Avenarius. Sowohl seine Schriften Philosophie als Denken der Welt gemäß dem Prinzip des kleinsten Kraftmaßes (1877) und Kritik der reinen Erfahrung (1890), als auch Ernst Machs Die Analyse der Empfindungen (1886) fanden um 1900 weite Verbreitung, vor allem unter Naturwissenschaftlern, aber auch unter Schriftstellern und Dichtern. Weitere Vertreter waren Gomperz, Ziehen, Petzoldt, Basarow, Carstanjen, Adler und Walentinow. Im positiv kritischen Dialog stand auch Wilhelm Wundt.
Nachdem der Empiriokritizismus auch unter Marxisten, wie zum Beispiel Anatoli Lunatscharski und Alexander Bogdanow, Anhänger gefunden hatte, kritisierte Lenin diese Denkrichtung sehr heftig in seiner Streitschrift Materialismus und Empiriokritizismus (1908) und warf ihr darin u. a. einen Rückfall in den frühen Idealismus bis zu Berkeley vor.
Weitere Kritiken stammen u. a. von Husserl und Hönigswald.

## Einzelbelege
1. ↑  Vorwort zu Materialismus und Empiriokritizismus in: W. I. Lenin, Werke, Band 14, Dietz Verlag Berlin 1975, S. IX.
2. ↑  https://psychologie.lw.uni-leipzig.de/wundt/opera/mach/empfndng/AlysEmIn.htm
3. ↑  W. I. Lenin: Materialismus und Empiriokritizismus: kritische Bemerkungen über eine reaktionäre Philosophie. 19. Aufl., Dietz-Verlag, Berlin 1989